# Crateri di (65803) I Dimorphos
Segue una lista dei crateri d'impatto presenti sulla superficie di superficie di Dimorphos. La nomenclatura di Dimorphos è regolata dall'Unione Astronomica Internazionale; la lista contiene solo formazioni esogeologiche ufficialmente riconosciute da tale istituzione.
I crateri di Dimorphos portano i nomi di strumenti musicali a percussione.
Sono tutti stati identificati durante la missione della sonda DART, l'unica ad avere finora raggiunto Dimorphos.

## Prospetto
| Cratere  | Eponimo | Latitudine | Longitudine | Diametro |
| -------- | --- | ---------- | ----------- | -------- |
| Bala     | Bala - Xilofono ricavato dalle zucche ornamentali tipico dell'Africa occidentale (Guinea, Senegal, Mali). | 24,70° S   | 263,70° E   | 0,01 km  |
| Bongo    | Bongo - Coppia di tamburi a fondo aperto suonato con le mani, di origine afro-cubana. | 8,80° N    | 254,20° E   | 0 km     |
| Marimba  | Marimba - Idiofono costituito da bacchette di legno percosse con bacchette, il suono è amplificato dalla presenza di zucche vuote, canne di bambù o cilindri metallici sotto il piano delle bacchette. Il Guatemala lo ha dichiarato strumento nazionale. | 12° S      | 271,20° E   | 0 km     |
| Msondo   | Msondo - Tamburo cilindrico particolarmente alto, utilizzato per le danze rituali della cultura swahili. | 17,20° S   | 275,10° E   | 0,01 km  |
| Naqqara  | Nagara - Coppia di tamburi tipica del vicino e medio Oriente e dell'India suonato con bacchette ricurve. | 26,90° S   | 230,80° E   | 0,01 km  |
| Tamboril | Tamboril - Tamburo a forma di barile che accompagna le danze Candombe, stile creato dagli schiavi liberati in Sudamerica. | 24,80° S   | 271,90° E   | 0 km     |